# سهره چاکو چندرنگ
سهره چاکو چندرنگ (نام علمی: Saltatricula multicolor) پرنده‌ای آوازخوان است که در جنگل‌های خشک یا نزدیک به آن در جنوب مرکزی آمریکای جنوبی در آرژانتین، بولیوی، اروگوئه و پاراگوئه یافت می‌شود. شواهد حاکی از آن است که این گونه یک فرخنده سهره‌نما است.

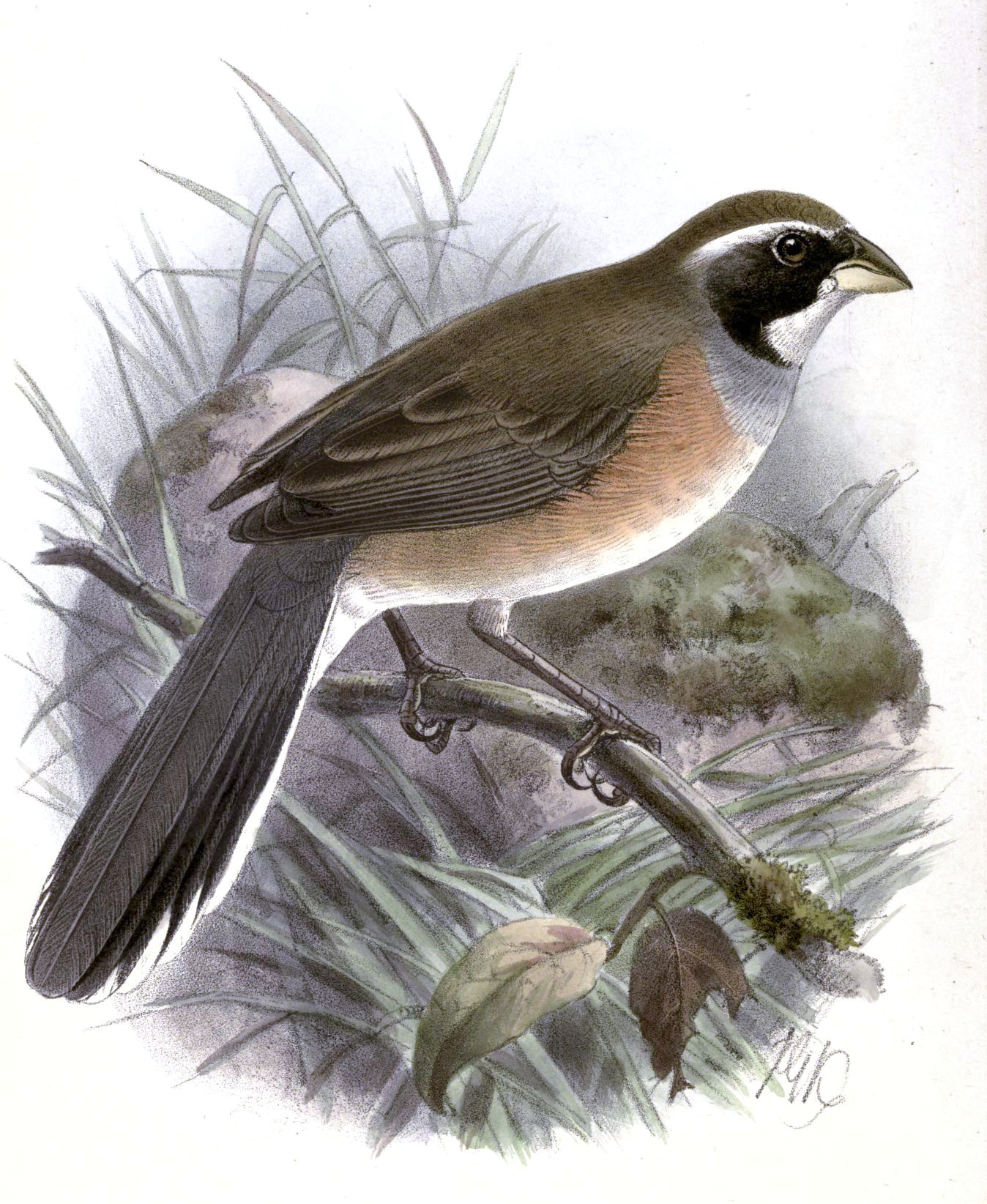
Saltatricula multicolor اثر Keulemans، ۱۸۸۹